# Слика
Слика је појединачно уметничко дело које је слободно или је повезано са архитектуром али и сликарство као ликовна дисциплина која се разликује у своме схватању (апстрактна, фигуративна и монументална) а по садржају (фигурална, портретна, жанровска, пејзаж, мртва природа, митолошка, црквена и светска), по функцији (слободна и примењена), по материјалу и техници (зидна у коју спада; мозаика, стаклосликарство, сликање окачених слика, сликање на дасци, платну, минијатуре, фреска, (сликање ал секо) уљано сликарство, темпера, гваш, пастел, акварел, и слично.

## Техника и стилови
За време своје историје сликање је бележило неколико значајних форми и типичних техника. Технике које су карактеристичне за цртање и цртеж су основ за осликавање осим најновијих авангардних форми. Фреска је досезала свој врхунац у касном средњем веку и почетком ренесансе јесте  сликарска апликација на суву или влажну подлогу зидног малтера. Сликање темпером се састоји од сликања прашком у боји које се меша са жуманцетом од јаја и његовом апликацијом на припремљену површину која се обично састоји из дрвеног панела који је прекриван платном. Сматра се да је сликарство у уљу које је потиснуло темперу, развијено од стране браће Хуберта и Јан ван Ајка у фламанском сликарству. Највероватније је и ова техника била откривена много раније. Глазурисање, енкаустика (метода осликавања помоћу воска), гваш, грисаиле (сликање сивом бојом на сиву позадину), и акварел спадају у даље врсте технике сликарства. Употреба акрилних боја се у последње време јако раширило и постало је популарно.

## Књижно сликарство
Ово је уопштени назив за цео ред руком осликаних и опремљених посебних свитака и увезаних књига (кодекса) који се састоје од великих иницијала, крајева књиге и међутекстуалног простора испуњених орнаменталним приказима биљног и животињског порекла и илустрованим карактерима сликара који је готовио књижно сликарство од 11. века који је називан илуминатором за разлику од писара текста књиге који је називан скриптором или рубрикатором и који је писао текстове у књизи. У књижном сликарству је била у употреби сликарска техника кистом и бојом у праху које су биле помешане са неким лепком или спојним средством од јаја (темпера од јаја). У употреби су били и орнаменти и слике које су се користиле пером и боја која је добивена из гарежи. Важан део слике била је и позадина која је била позлаћена као и позлаћена слова и делови илустрације које се добијало лепљењем фолија на специјално припремљену позадину која се лепила на ову позадину са гладилицом која је била направљена од кости.

## Примери
- Портрет мумије Египат 2. век
- Јан ван Ајк Кардиналова слика уље на дрвеној дасци
- Андреа Мантења Фреска 1475.
- Росалба Кариера: Портрет једног дечака око 1740.
- Винсент ван Гог: Аутопортрет Уље на платну 1888.